# Джакомо Фавретто
Джакомо Фавретто (італ. Giacomo Favretto 11 серпня, 1849, Венеція — 12 червня, 1887, Венеція) — італійський (венеційський) художник другої половини XIX ст. Створював картини в стилістиці історизму (неорококо), розробляв побутовий жанр.

## Біографія
Походив з бідної родини венеційського столяра. Батьки — Доменіко Фавретто та Анжела Брунелло. Стан родини поступово погіршувався і батьки віддали сина працювати в крамницю канцелярських виробів. В періоди відсутності покупців підліток малював, серед малюнків були і спроби портретів відвідувачів крамниці.
У Венеції, де завжди був культ живопису, на підлітка звернув увагу Вінченцо Фавенца, що тогрував старовинними речами. Він відвідав родину і умовив батька віддати сина на навчання у майстерню якогось венеційського художника. Сина столяра взяв до себе на навчання художник Антоніо Васон. Серед вчителів юнака — художник Джироламо Астольфоні.

## Венеційська академія і початок творчості
Згодом Джакомо влаштувався на навчання до Венеційської художньої академії, котру відвідував з 1864 року і відвідував надалі, навіть коли формально закінчив навчання. В період 1869-1870 рр. його малюнки і картини отримали декілька призів за майстерність.
Його перші картини помітили і один з венеційських аналітиків і прихильників живопису 1874 року записав — «У Венеції серед молодих художників - початківців є два чудових — Джакомо Фавретто та Луїджі Ноно...»

## Зрілі роки
В тридцять років він втратив зір на одне око, але продовжив працювати. 
1873 року він подав на виставку у Художню академію Брера (Мілан) декілька власних картин побутового жанру. Серед творів цього року — картина «Урок анатомії». Його картини почали купувати як колекціонери в Італії, так і іноземні багатії.
Це була не остання спроба виставити картини. Так, 1878 року він подав власні картини на Всесвітню виставку в Парижі. В той рік вони з художником Гульєльмо Ціарді відвідали французьку столицю. 1880 року він брав участь у виставці в Акадедії Брера, де виборов премію від принца Умберто. Того ж 1880 року його картини зі сценами з доби венеційського рококо показали на виставці в місті Турин.
Черговий успіх чекав на художника у 1887 році, коли він показав декілька власних картин на виставці у Венеції.

## Смерть
1887 року він захворів на тиф і помер 12 червня у Венеції.

## Обрані твори (перелік)
- «В майстерні художника»
- «Портал багатої оселі»
- «Праця на полі біля каналу»
- «Мандрівні музики»
- «Гондольєр»
- «Венеційські кравчині»
- «Крамничка продажу гравюр»

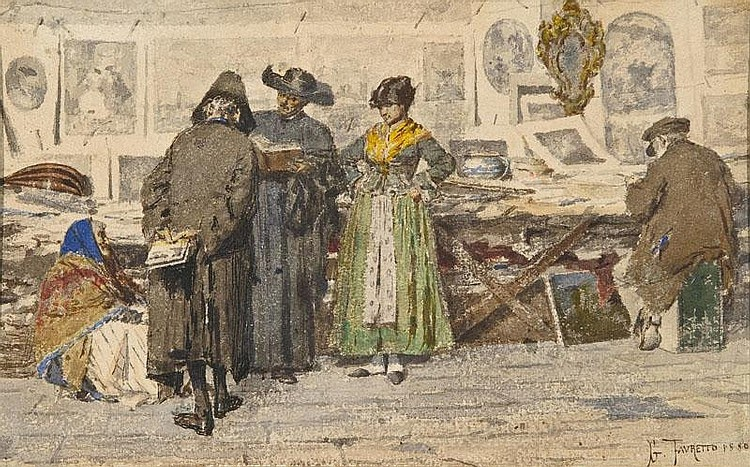
Джакомо Фавретто. «Крамниця продажу гравюр».

- «Залицяння на венеційській вулиці»
- «Венеційські пралі»
- «Шляхетна пара на вернісажі»
- «Урок анатомії»
- «Сентиментальні спогади»
- «Сусанна і старці»
- «Після ванни»
- «Придбання яєць. Вулична торгівля»
- «Венеція. Вуличний ринок»
- «Там під шафою щур!»

## Обрані твори (галерея)

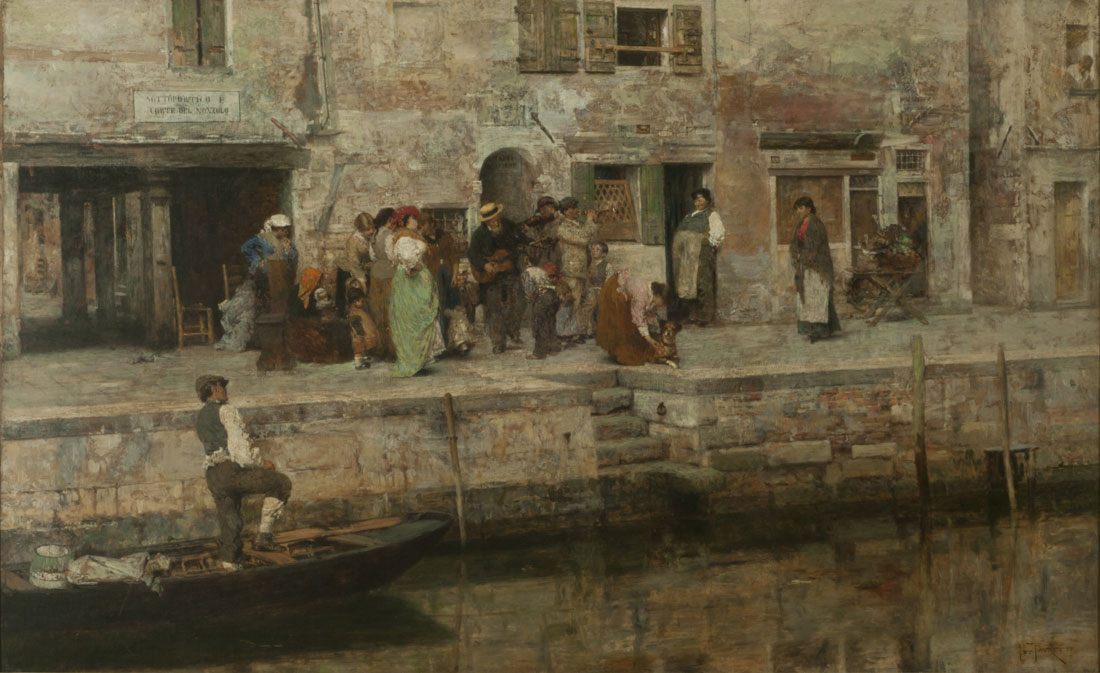
Джакомо Фавретто. «Мандрівні музики. Концерт на вулиці», недатовано

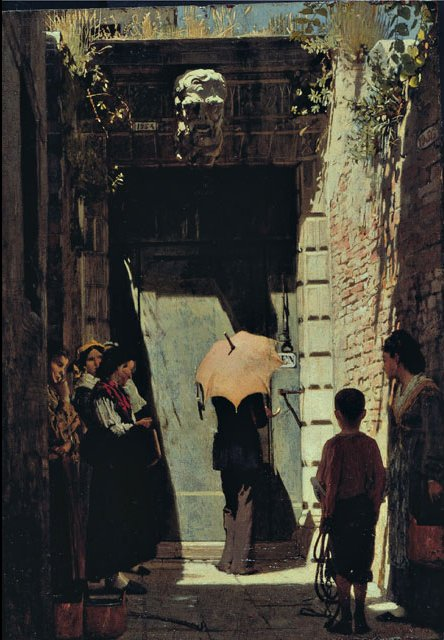
«Портал багатої оселі», 1874 р.
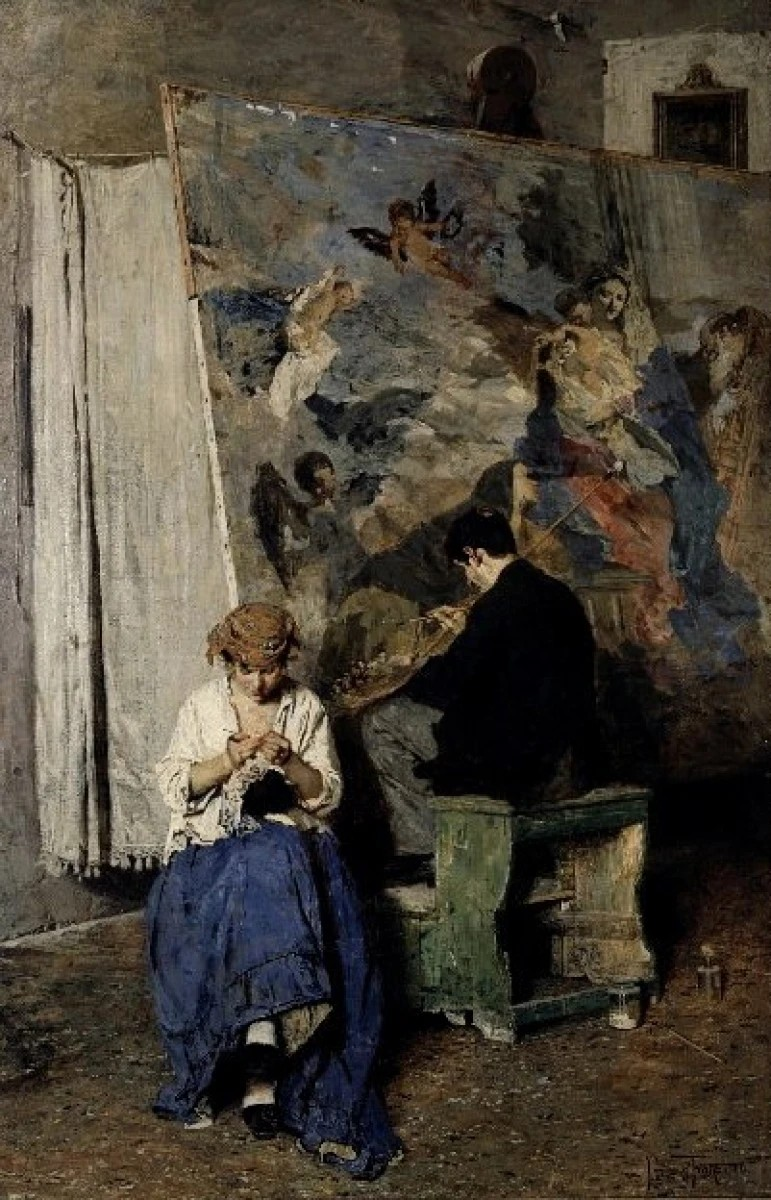
«В майстерні художника»
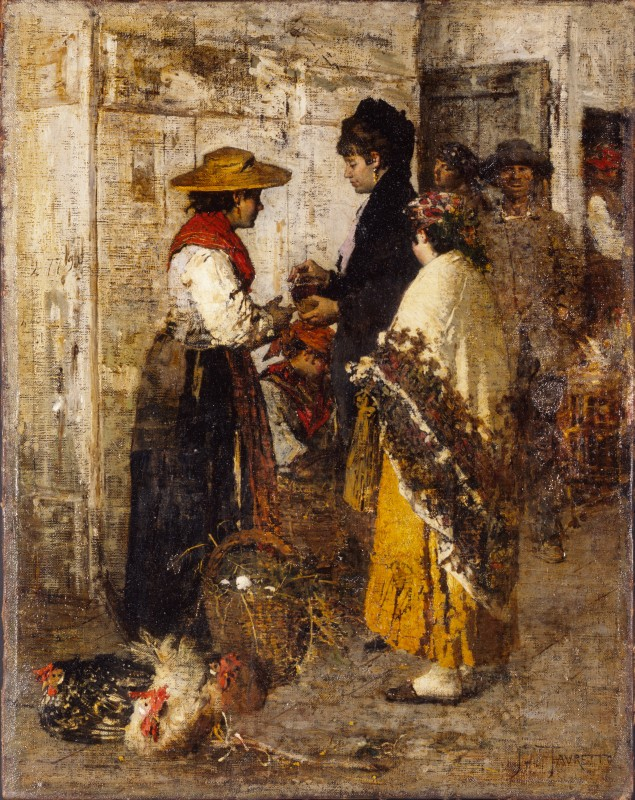
«Придбання яєць. Вулична торгівля». 1880 р.
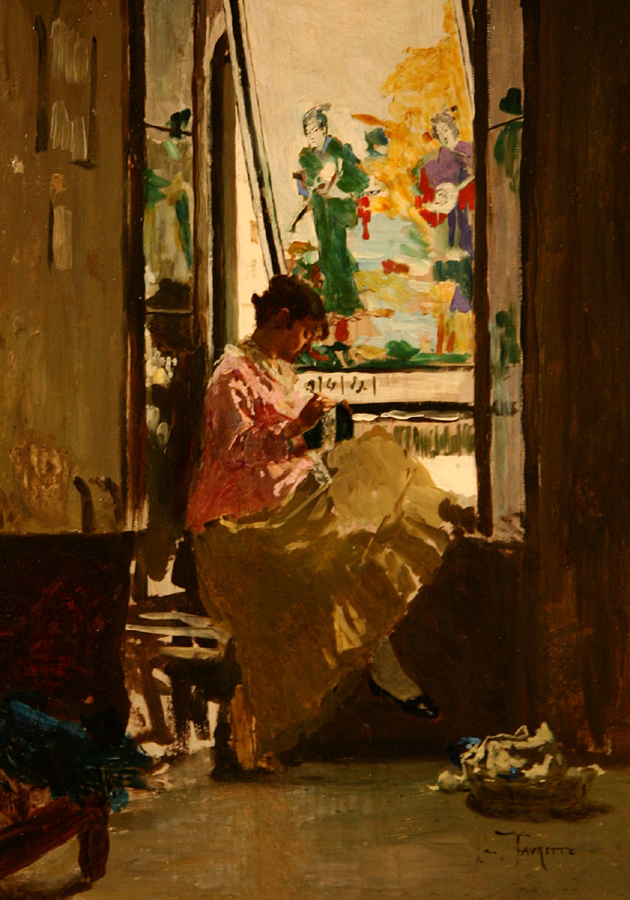
«Дівчина біля вікна»
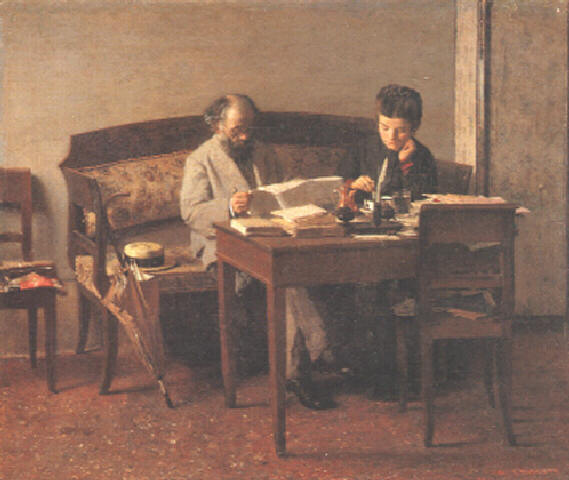
«Батько і сестра художника вдома»
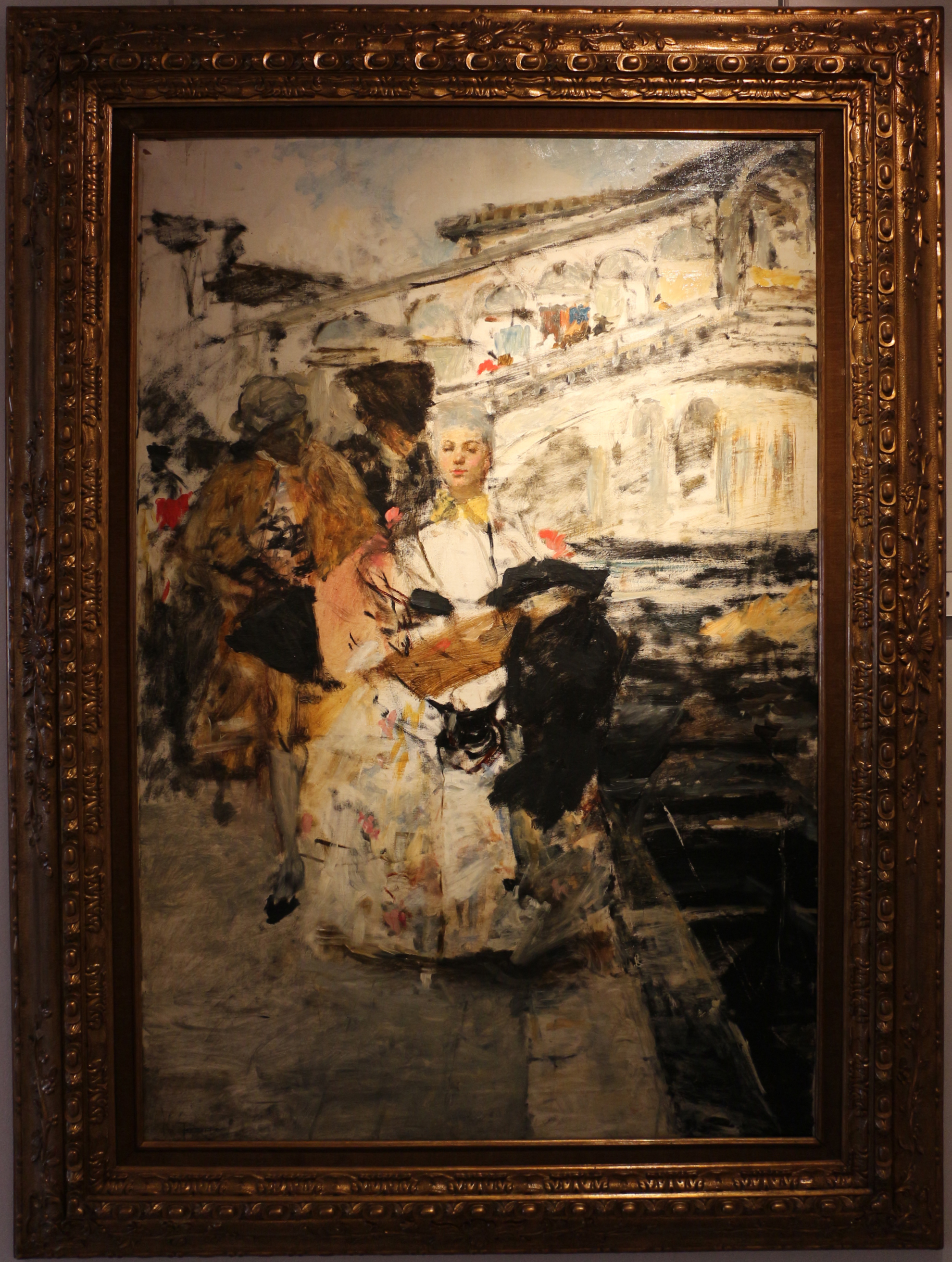
«Біля мосту Ріальто у Венеції»